# Куп СФР Југославије у рагбију 1959.
Куп СФР Југославије у рагбију 1959. је било 2. издање Купа комунистичке Југославије у рагбију . Играло се по правилима рагби лиге. 
Трофеј је освојила Младост из Загреба.
Финале
| Младост Загреб | 18 – 10 | Јединство Панчево |
| -------------- | ------- | ----------------- |
|                |         |                   |

| Освајач купа Југославије у рагбију 1959. |
| ---------------------------------------- |
| ХАРК Младост 1. трофеј                   |